# Discours de l'Aréopage

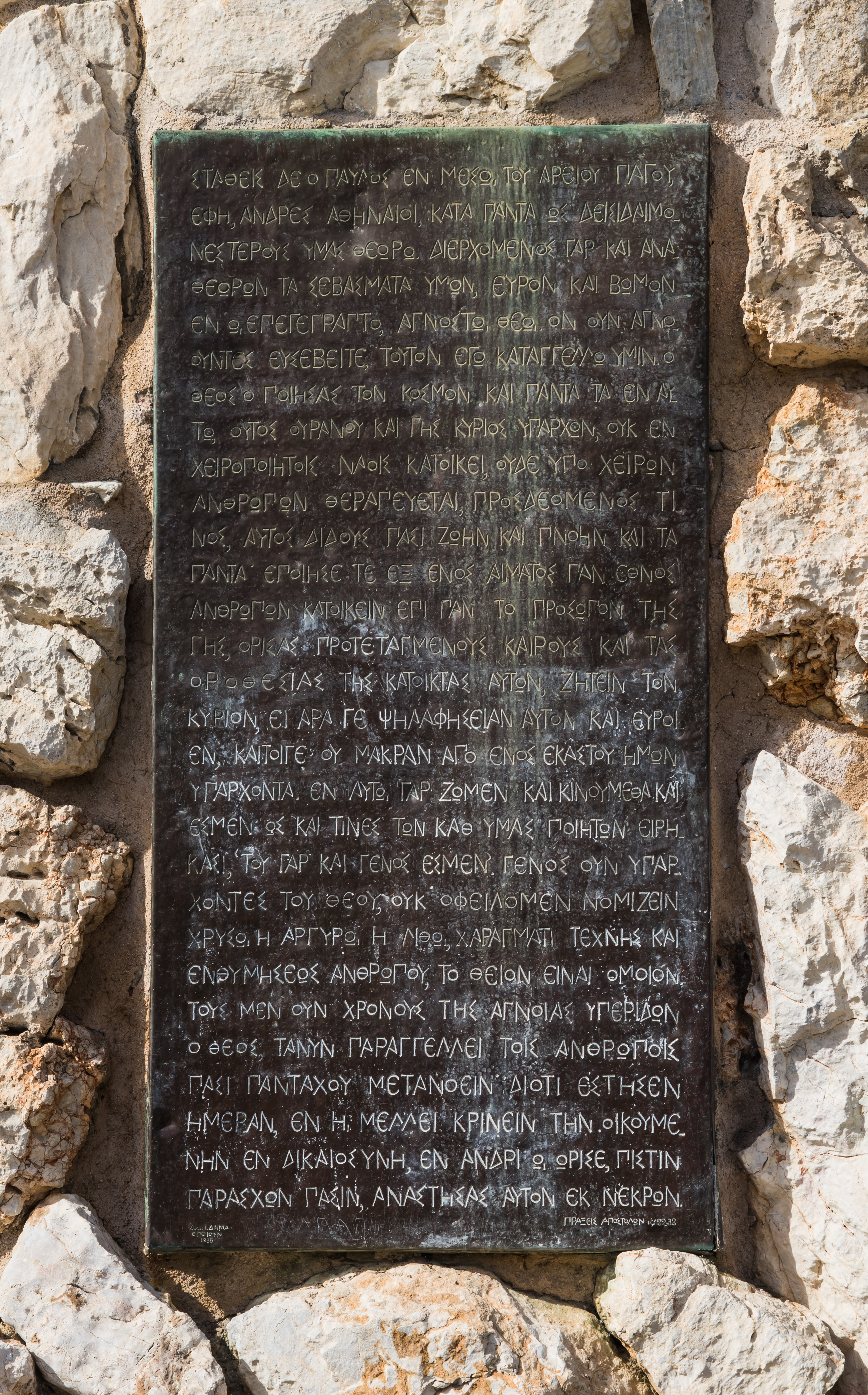
Sur la colline de l'Aréopage à Athènes, plaque de bronze portant le texte en grec du discours de Paul.

Le Discours de l'Aréopage est une homélie prononcée par l'apôtre Paul devant l'Aréopage d'Athènes lors de son deuxième voyage de mission. L'épisode est relaté dans les Actes des Apôtres (Ac 17:16-34).
Cette péricope constitue l'un des thèmes de l'iconographie chrétienne, avec notamment l'un des Cartons de Raphaël. Elle porte différents titres en fonction des auteurs et des traditions : « discours », « prêche », « prédication », « sermon » ou « homélie », « de l'Aréopage », « à l'Aréopage », « sur l'Aréopage », « devant l'Aréopage », « d'Athènes », « à Athènes », « à l'Aréopage d'Athènes », « devant l'Aréopage d'Athènes »...

## Contenu
Les Actes des Apôtres (17:16-21) mettent en scène Paul de Tarse découvrant la ville d'Athènes, irrité « à la vue de cette ville pleine d’idoles », et
s’entretenant dans la synagogue avec les Juifs et les Craignant-Dieu, mais aussi sur l'agora avec les passants. Certains le traitent de beau parleur, d'autres prennent son annonce de la résurrection de Jésus pour la proclamation de « divinités étrangères ». Ils le conduisent alors à l’Aréopage en lui demandant des éclaircissements sur « cette nouvelle doctrine ». Il leur adresse ce discours :

« Athéniens, je constate qu’à tous égards vous êtes éminemment religieux. Car lorsqu’en passant je regardais les objets de votre culte, j’ai trouvé même un autel avec cette inscription : au dieu inconnu. Celui que vous adorez sans le connaître, je viens vous l’annoncer. Le Dieu qui a fait le monde et tout ce qu’il renferme, étant le Seigneur du ciel et de la terre, n’habite point dans des temples faits de main d’homme ; il n’est point servi par des mains humaines, comme s’il avait besoin de quelque chose, lui qui donne à tous la vie, le souffle et toutes choses. D’un seul homme il a fait sortir tout le genre humain, pour peupler la surface de toute la terre, ayant déterminé pour chaque nation la durée de son existence et les bornes de son domaine, afin que les hommes le cherchent et le trouvent comme à tâtons : quoiqu’il ne soit pas loin de chacun de nous, car c’est en lui que nous avons la vie, le mouvement et l’être ; et, comme l’ont dit aussi quelques-uns de vos poètes... de sa race nous sommes. Étant donc de la race de Dieu, nous ne devons pas croire que la divinité soit semblable à de l’or, à de l’argent, ou à de la pierre, sculptés par l’art et le génie de l’homme. Dieu ne tenant pas compte de ces temps d’ignorance, annonce maintenant aux hommes qu’ils aient tous, en tous lieux, à se repentir ; car il a fixé un jour où il jugera le monde selon la justice, par l’homme qu’il a désigné, et qu’il a accrédité auprès de tous, en le ressuscitant des morts. »

Les trois derniers versets du chapitre (17:32-34) montrent les réactions moqueuses de l'assistance devant l'idée de la résurrection des morts, après quoi Paul renonce et quitte Athènes. Seul un petit nombre d'auditeurs, dont Denys l'Aréopagite et une certaine Damaris, ont été convertis par ses paroles.

## Exégèse

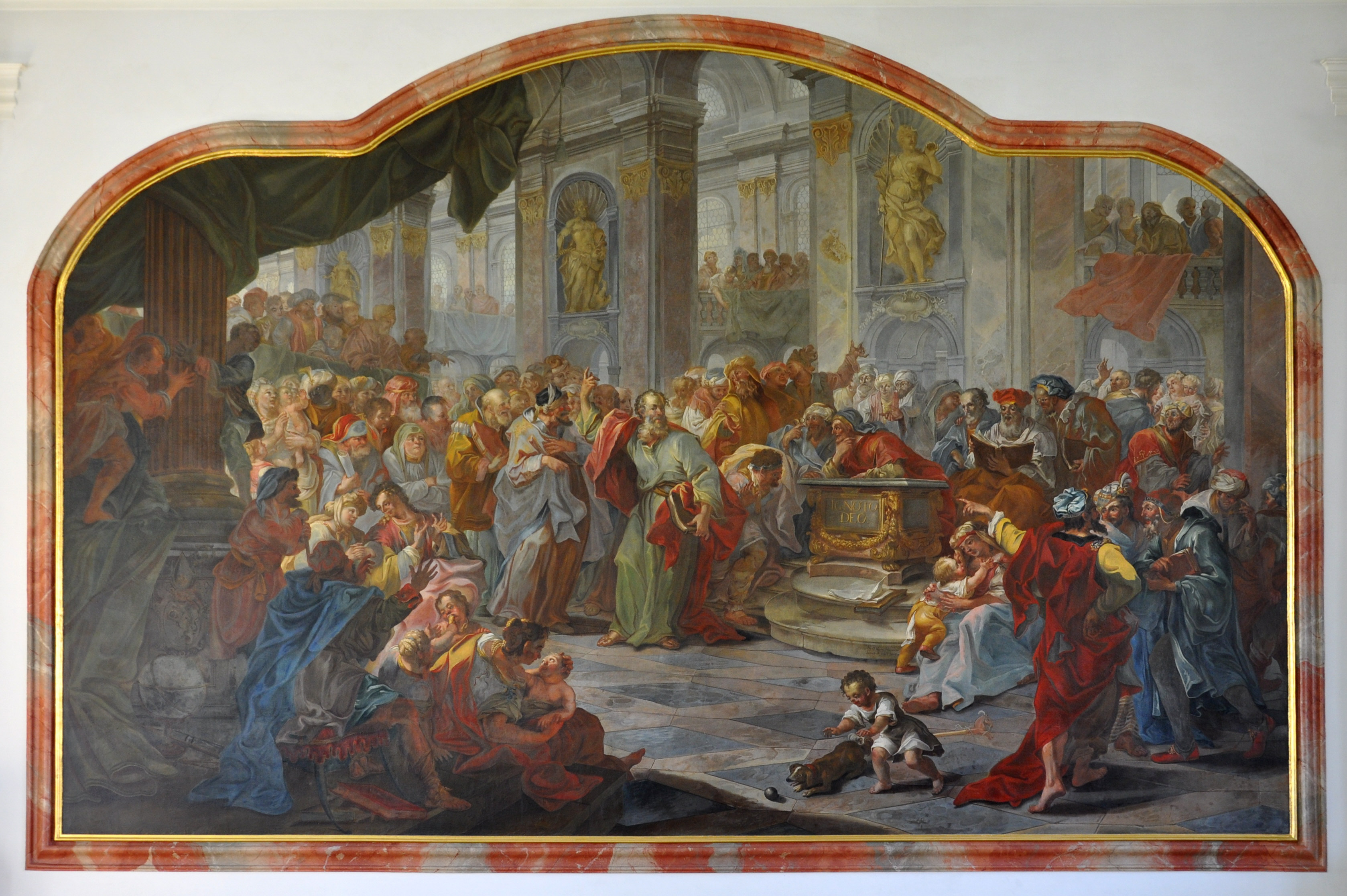
Le Discours de l'Aréopage, par Franz Georg Hermann (1729). L'autel « au dieu inconnu » se trouve au centre du tableau, avec l'inscription Ignoto Deo.

Selon les Actes des Apôtres, c'est à Athènes que Paul attend l'arrivée de ses compagnons Silas et Timothée au cours de son deuxième voyage missionnaire. Élevé dans une tradition de culture grecque, il ne peut manquer d'étudier sur place les coutumes d'une civilisation dont il a entendu vanter les mérites depuis son enfance. Il s'intéresse notamment aux diverses manifestations du paganisme des Athéniens, depuis les discussions où s'opposent les écoles philosophiques jusqu'à l'architecture des monuments de la cité en passant par les sacrifices qui y sont pratiqués. Un détail, en particulier, l'a frappé quand il a débarqué dans le port de Phalère. Il y a en effet remarqué un autel dédié « aux dieux inconnus », souvenir qu'il utilise dans son discours au prix d'une petite transformation : ces « dieux inconnus » abandonnent le pluriel pour devenir « un dieu inconnu », ce qui lui permet d'introduire le thème du monothéisme,.

## Galerie

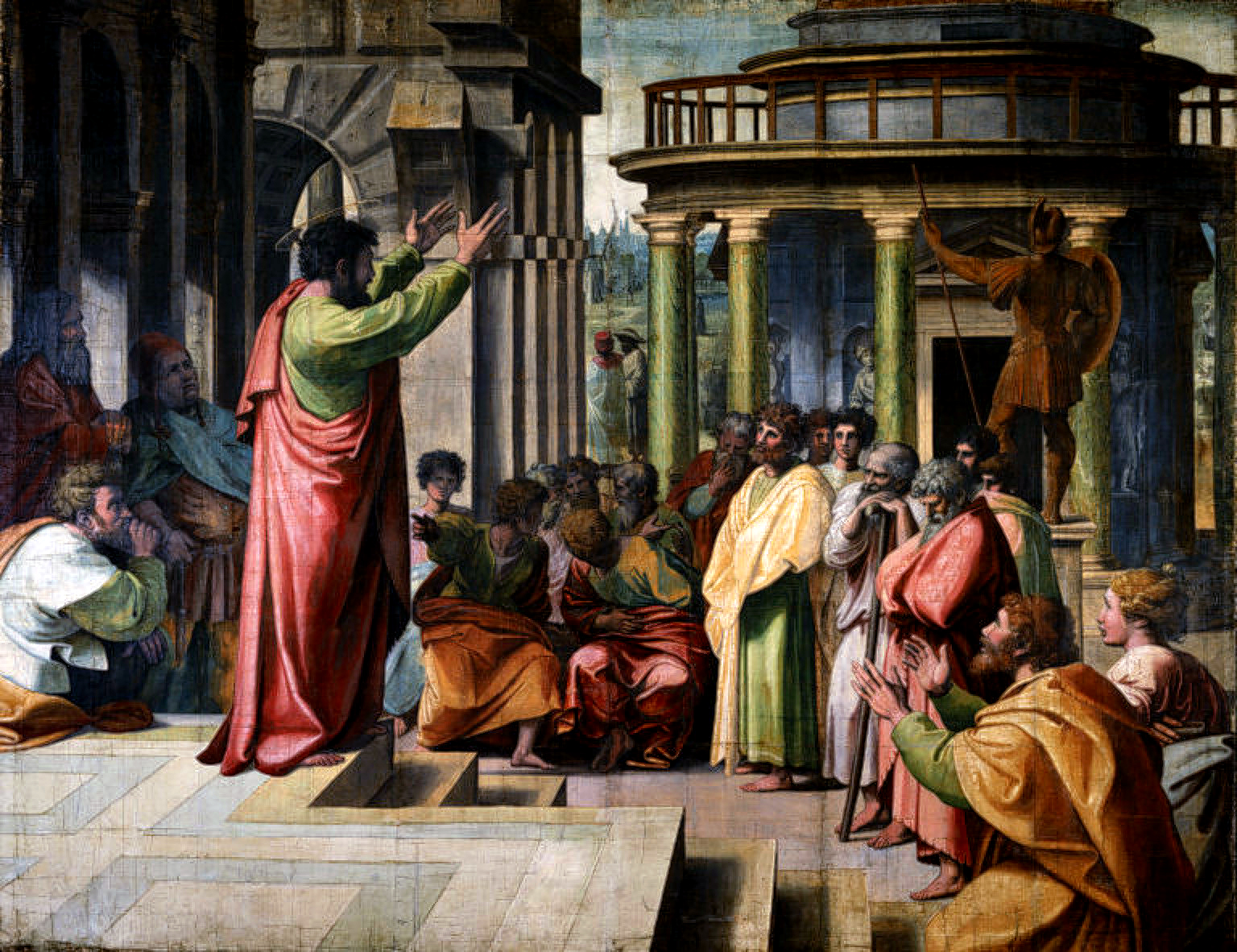
Cartons de Raphaël, 1515
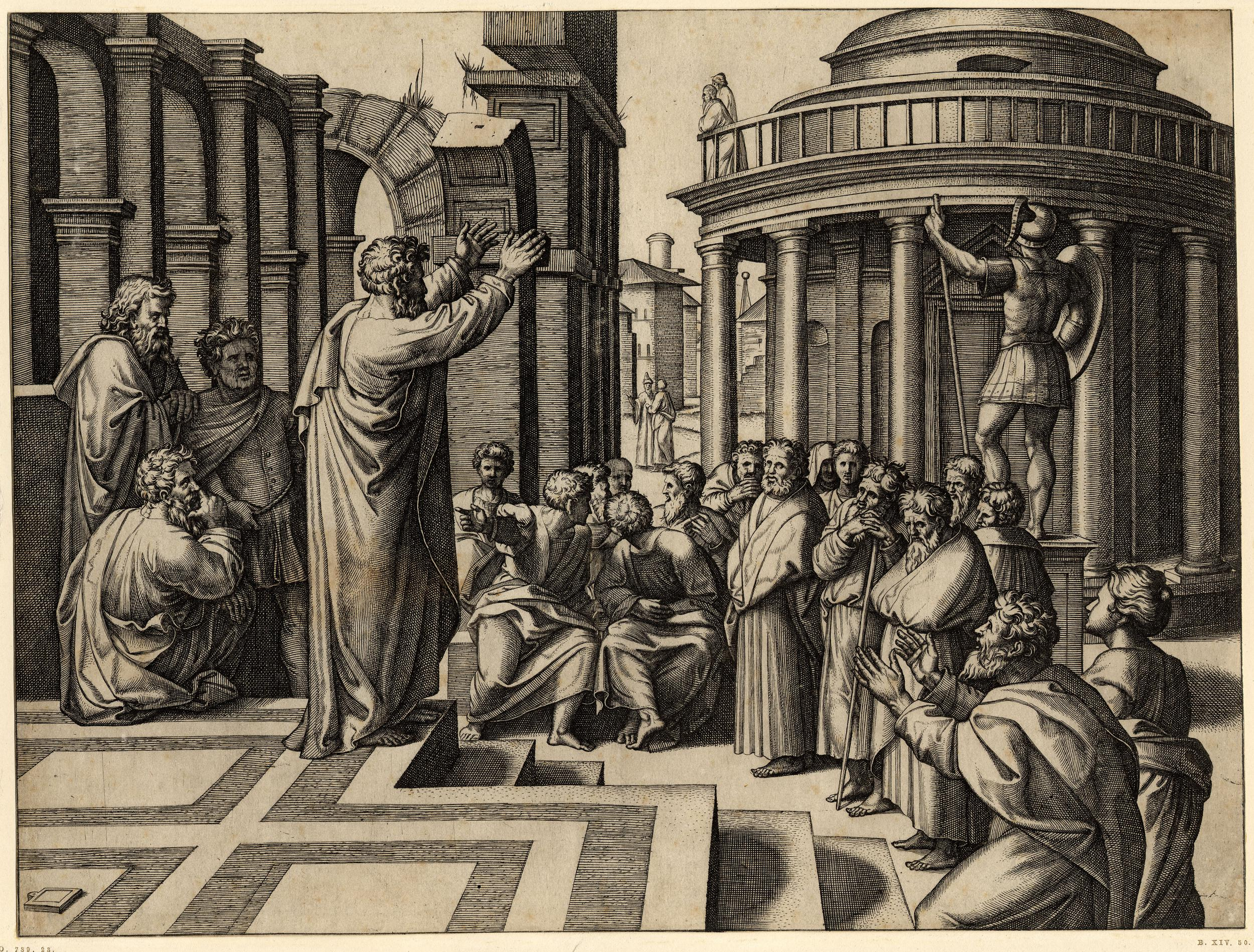
La Prédication de saint Paul à Athènes, par Marcantonio Raimondi, v. 1517
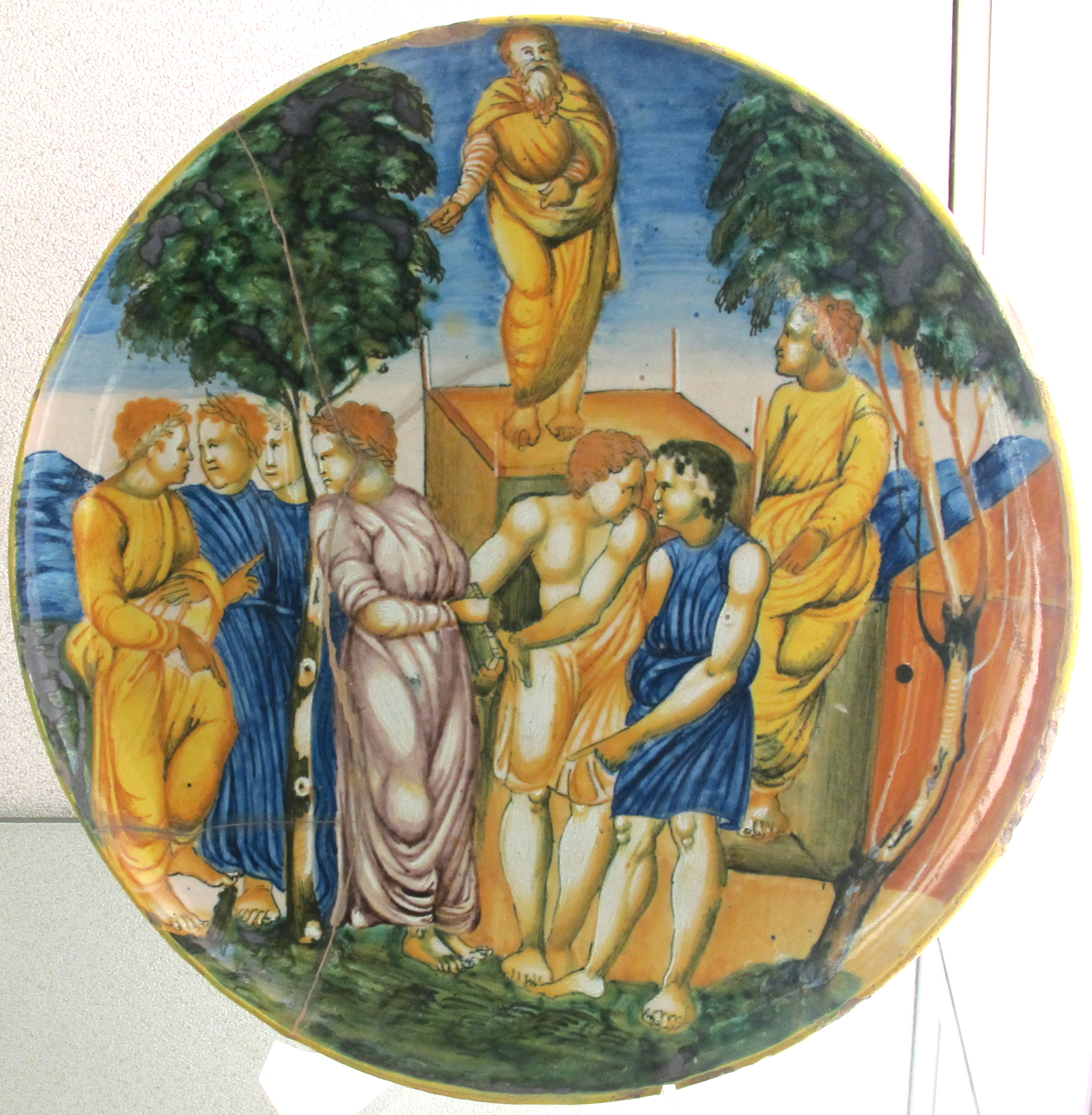
Majolique de Casteldurante, v. 1540
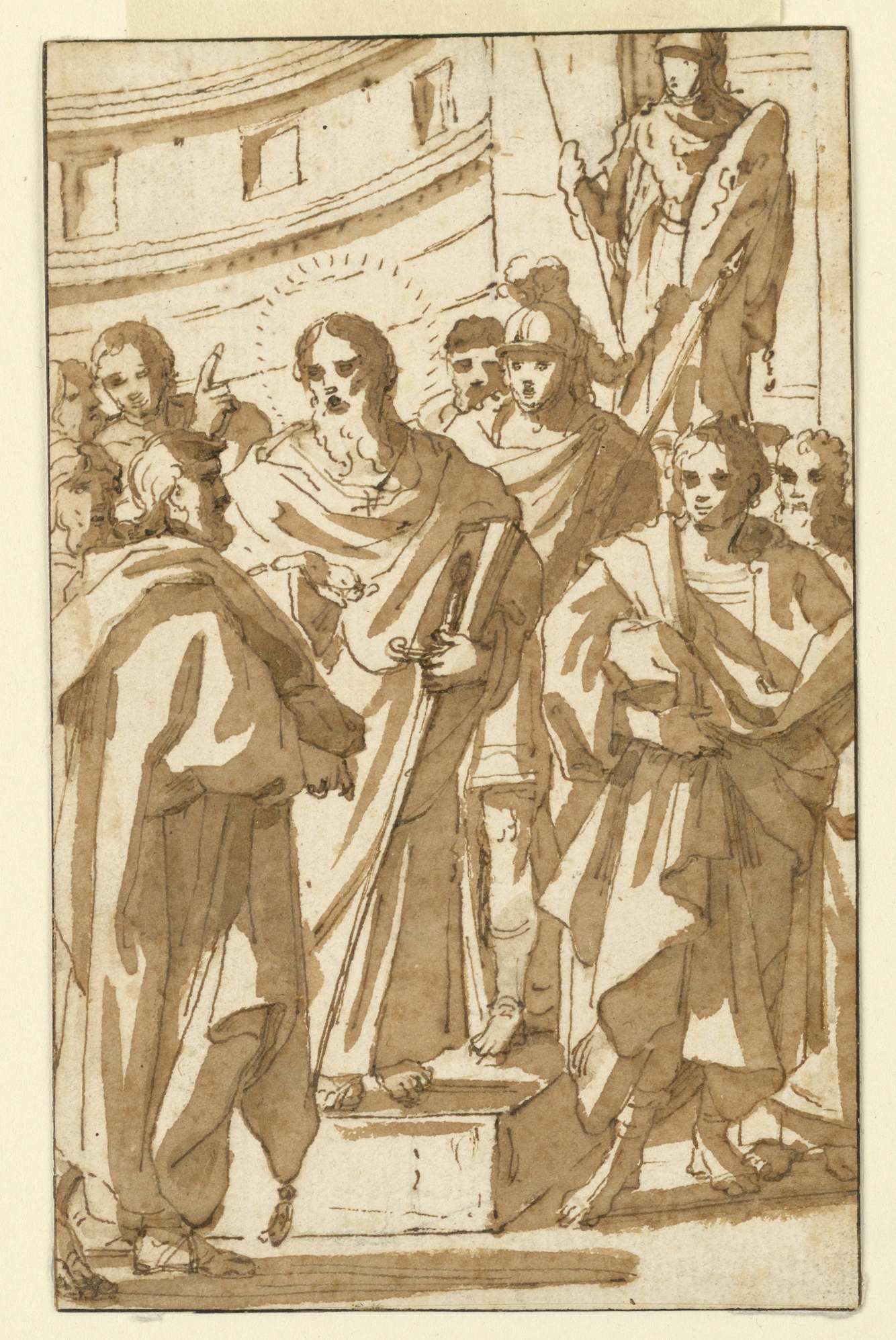
par Charles Mellin, v. 1550
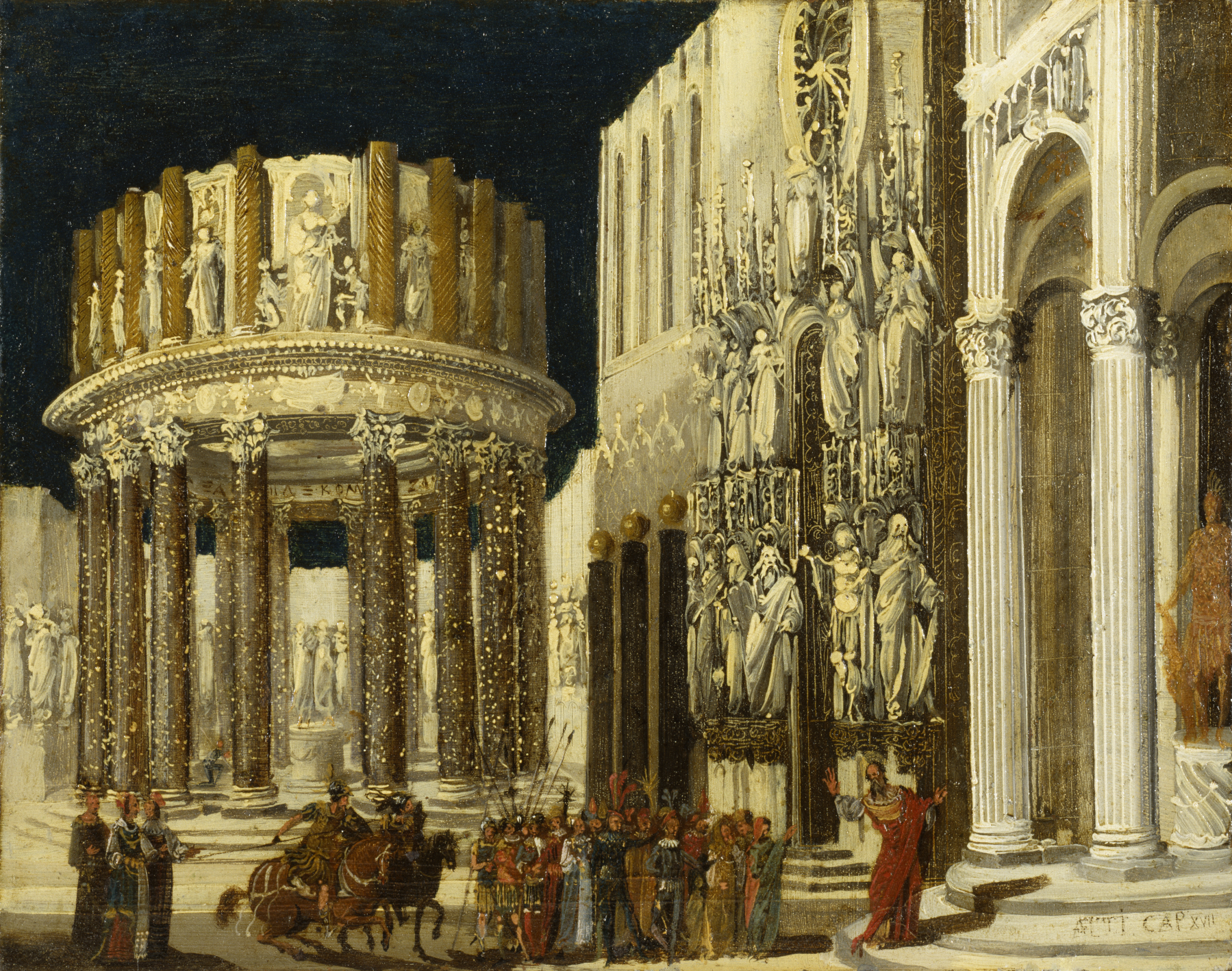
par François de Nomé, v. 1620
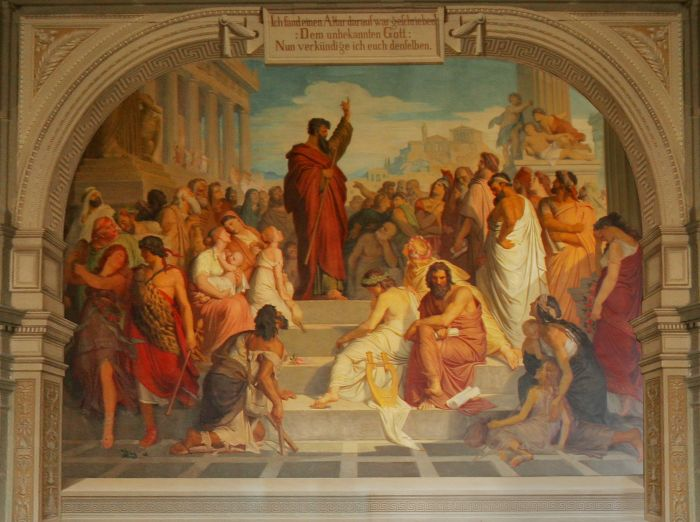
par Anton Dietrich, 1877